# Römerstal

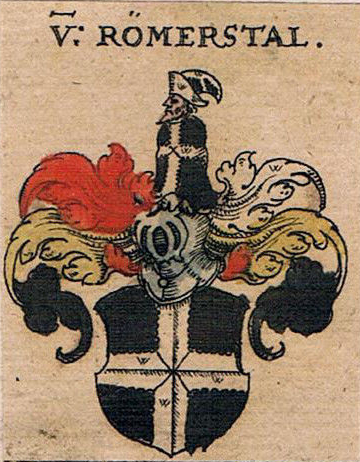
Wappen von Römerstal

Die Familie von Römerstal (frz. de Rambévaux, de Rambeval) war ein fürstbischöflich baslerisches Ministerialengeschlecht, welches 1730 im Mannsstamm erlosch.
Die Römerstal waren Dienstleute des Bischofs von Basel, möglicherweise ursprünglich aus dem Elsass stammend. Der Dienstmann Heinrich erscheint 1379 als erster in den Quellen. Er war Lehensträger des Bischofs von Basel. Dessen Sohn Immer von Römerstal liess sich in Biel nieder, erhielt dort 1439 das Bürgerrecht und amtete mit Unterbrechungen als fürstbischöflicher Meier. Immers Sohn Simon war ebenfalls Meier von Biel und gelangte in den Grossen Rat der Stadt Bern. Benedikt von Römerstal († 1521), gehörte ebenfalls dem bernischen Grossen Rat an, war Schultheiss von Burgdorf, Landvogt von Erlach und in den Jahren 1491 bis 1508 Meier von Biel. Georg von Römerstal († 1558), unehelicher Sohn Benedikts, begründete den Berner Zweig der Familie. Er war Chorherr, Mitglied des Grossen Rats und Landvogt zu Gottstatt.
Simon von Römerstal, ein weiterer Sohn Benedikts, begründete den jurassischen Familienzweig. Seine Nachkommen waren Geistliche oder Beamte des Fürstbischofs von Basel, der Herzöge von Bayern und von Österreich.

## Personen
- Heinrich Scheinort von Reymensthal (Henniki de Rambeval), Edelknecht, Dienstmann des Bischofs von Basel
- Immer von Römersthal, Edelknecht, Meier zu Biel
- Sigmund von Römerstal, Mitglied des bernischen Grossen Rats 1468, bischöflicher Meier zu Biel, Vogt zu Aarwangen
- Benedikt von Römersthal († 1521), Schultheiss von Burgdorf, bischöflicher Meier zu Biel, Vogt zu Erlach, Herr zu Kirchdorf
- Simon von Römersthal († 1558), Edelknecht, Meier zu Biel, Vogt zu Zwingen

### Berner Zweig
- Georg von Römerstal (I.) († 1558), Kaplan der Gesellschaft zu Kaufleuten, Chorherr, Weibel des Chorgerichts, Mushafenschaffner, Landvogt zu Gottstatt, Inselmeister
- David von Römerstal (I.) († 1592), Landvogt zu Trachselwald, Schultheiss zu Burgdorf
- Georg von Römerstal (II.) († 1577), Grossweibel, Landvogt zu Schwarzenburg
- Simon von Römerstal († 1611), Landvogt zu Aarberg, Venner
- Bartholomäus von Römerstal (I.) (1587–1620), Hauptmann im Regiment von Mülinen
- David von Römerstal (II.) (1602–1657), Präzeptor, Pfarrer zu Buchsee und zu Thurnen
- Georg von Römerstal (III.) (1604–1651), Spitalmeister zu Villeneuve
- Bartholomäus von Römerstal (I.) (1620–1654), Schultheiss zu Büren

### Jurassischer Zweig
- Hans-Christoph von Römerstal (1593–1636), 1630 in den Freiherrenstand erhoben, Oberstleutnant der Garde in Wien.
- François Joseph Conrad Paulin von Römerstal, Forstmeister der Herrschaft Delsberg.
- Eva Rosa von Römerstal († 1713), Äbtissin des Klosters Schänis